# Francisco Méndez
Francisco Méndez (Villaviciosa de Tajuña, 1725 - Madrid, 1803) est un religieux augustin et un bibliographe espagnol du Siècle des Lumières.
Il est entré au couvent de San Felipe de Madrid en 1744. Il a été un copiste et compagnon de voyages durant quasi un quart de siècle du grand érudit Enrique Flórez, dont il a écrit la biographie: Noticias sobre la vida, viajes y escritos del reverendísimo maestro fray Enrique Flórez (1773; 2e éd. Madrid: Real Academia de la Historia, 1860). Il a de plus écrit une fameuse Tipografía española o historia de la introducción, propagación y progresos del arte de la imprenta en España (Madrid: Viuda de Ibarra, 1796), un des premiers essais essayant d'étudier l'histoire de la typographie espagnole. Cet ouvrage a connu une seconde édition, très améliorée par les corrections et ajouts qu'a introduit le bibliographe Dionisio Hidalgo (Madrid, Imp. de las Escuelas Pías, 1861).